# ジョック
ジョック（英語: jock）とは、アメリカ合衆国における人間の類型のひとつで、日本における体育会系に近似する概念。単にアスリートの男性を指す場合もあるが、しばしば同国の社会、とりわけ学校社会における、いわゆるスポーツマンを主とした人気者の男性を指すステレオタイプである。アメリカ合衆国の社会とりわけ学校社会のヒエラルキー（スクールカースト）の頂点に位置するジョックは、対概念たるナードとともに、米国の社会および文化の象徴の一として語られもする。但しアメリカでは、スクールカーストは「clique」（クリーク、派閥の意味）と呼ばれている。

## 概論

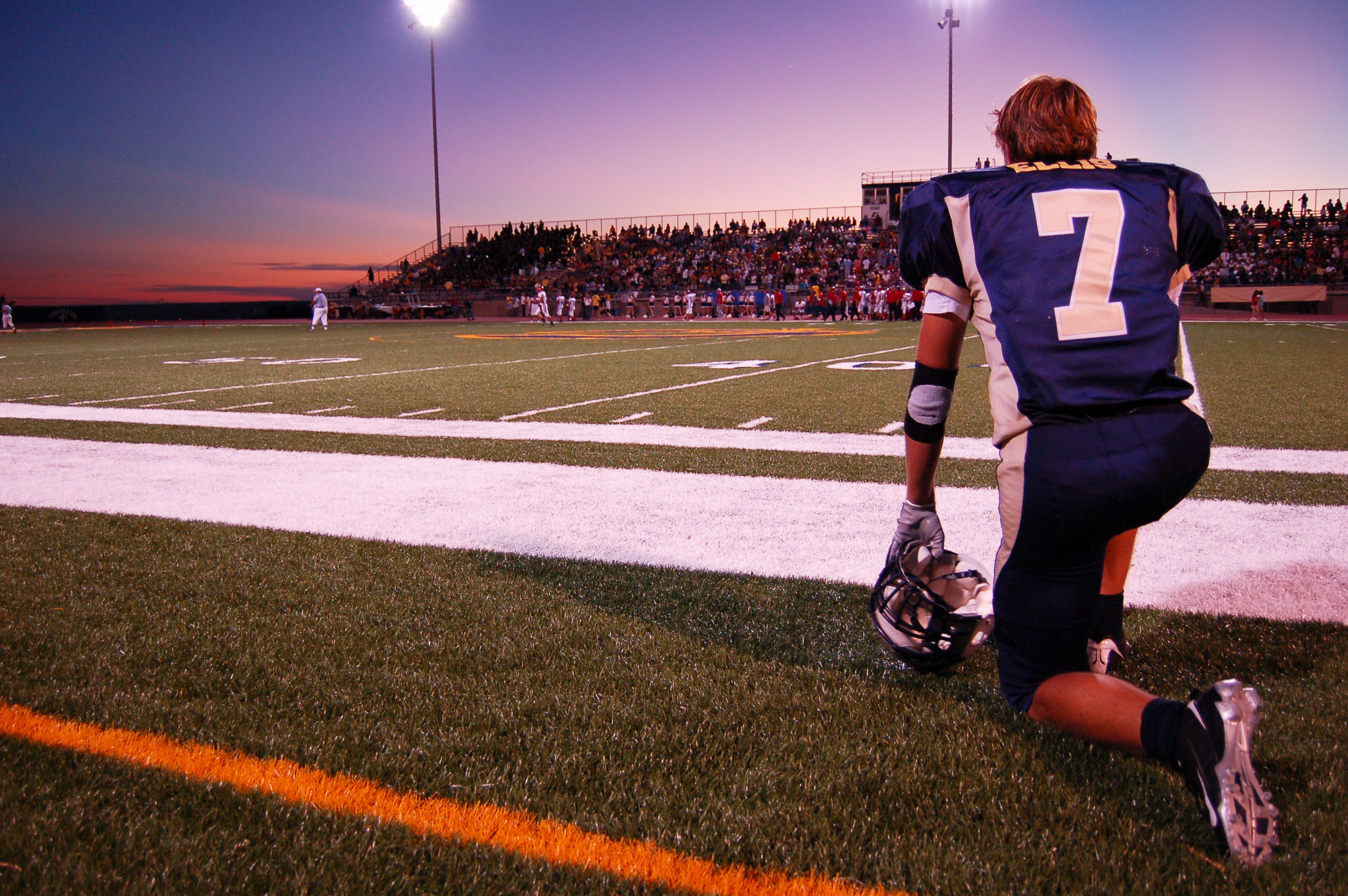
ジョックの象徴と目されるアメフト選手

ジョックという概念は学校文化（School culture）、特に高校文化に深く根ざしたもので、これを抜きに論ずることはできない（#大衆文化）。
アメリカ合衆国の一般的な学校（特に高校）社会にあっては、各々の生徒の特質によるところの階層というべきものがしばしば形作られる。これら各々の階層への帰属がその生徒の学校生活の様相を決定し、また学校生活の様相によってその生徒の属しうる階層が決定される傾向にある。

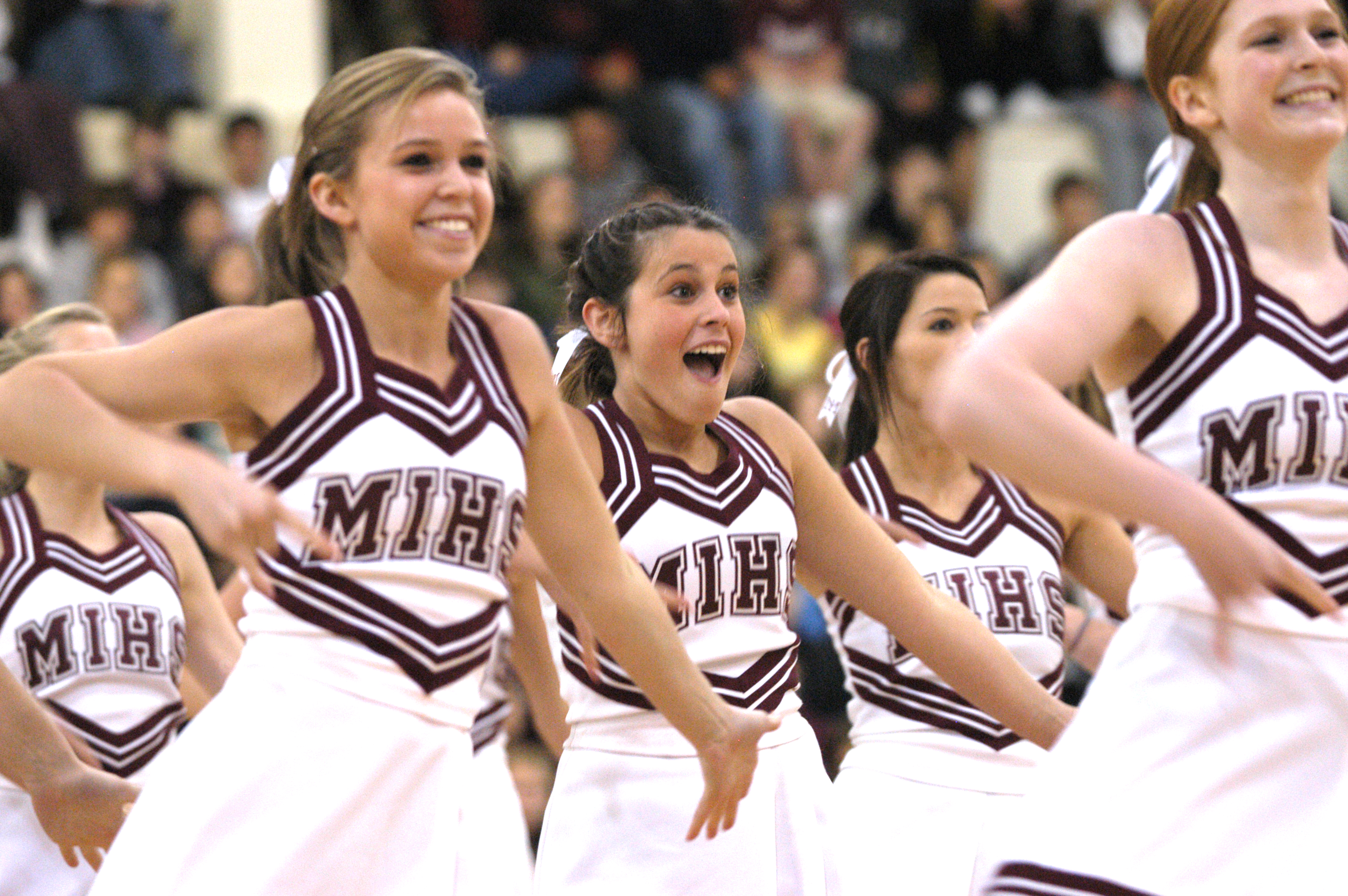
ジョックとの仲睦まじき『女子の最高峰』たる存在（クイーン・ビー）として扱われがちなチアリーダー

多くの場合において5段階程度に分かれるものと見られるこれら階層は、異階層間の交流関係を主従－対立という上下関係に基づくそれのほかにほとんどとして持たないという傾向を有し、そこに呈するその様相は「厳然たる階級社会」と表現されてもいる（#階層構造の図象を参照）。
そして多くの場合においてその頂点に位置するのが体育会系の男子生徒らとそれを補佐するチアリーダーの女子生徒らの属す階層であり、前者を指して「ジョック」、前者の属す階層または、前者を集団的に「ジョックス」（Jocks）という。
平たくは肉体志向の人気者集団あるいは派閥（Popular group∨Popular clique）といえるもので、これに属するための教育（訓練）が幼児の時期から行われるなど、米国における社会のいわゆるメインストリーム（王道）として、一般的な米国社会の多くの親が自らの子に望む道であるという。つまりはいわゆるアメリカ人の生き方の目立った花形にあたるこの栄光を得るための熾烈な競争が幼少の時期から始まるのである。
一方、なれなかった者からすれば非常に気に食わない存在であり、こうした文化はコロンバイン高校銃乱射事件のような凄惨な事件を生み出す直接の要因であったものとも考えられている（#事件を参照）。

## 様相
学校内での数において相対的に一握りに過ぎないジョックスは、学業成績が優秀でなくとも、その学校内で優等生的な存在で、周囲の人気を集める。それだけでなく彼らは学校内で絶大な権力を持ち、しばしば支配者としての振舞いを見せる。
最たる特徴としては、
- 長身（最低でも6フィート≒183 cm）
- 筋肉質
- スポーツ万能
- 容姿端麗
- 溢れるセックスアピール
- とにかく女子にモテる
- 傲岸不遜
- 旺盛な差別意識[7]
- 二言目には「ファゴット」（Faggot：ゲイや「軟弱者」を指すスラングで、意訳では「オカマ野郎」）の罵声　→ホモフォビア
- 男尊女卑

といったものが挙げられる。
志向面における傾向としてよく挙げられるその特徴には、肉感的かつ派手な外観の女性を好み、音楽を嗜む際には爽快感のあるポピュラー音楽を、特にはラップミュージックを好み、殊更に競争を好む、といったものがある。彼らは学校を卒業して社会人になってからも、政治的には右派政党（例えばアメリカでは共和党）を支持し、宗教的には宗教右派を信仰する者が多いといった、保守的な傾向が強い。

## 対概念：ナード

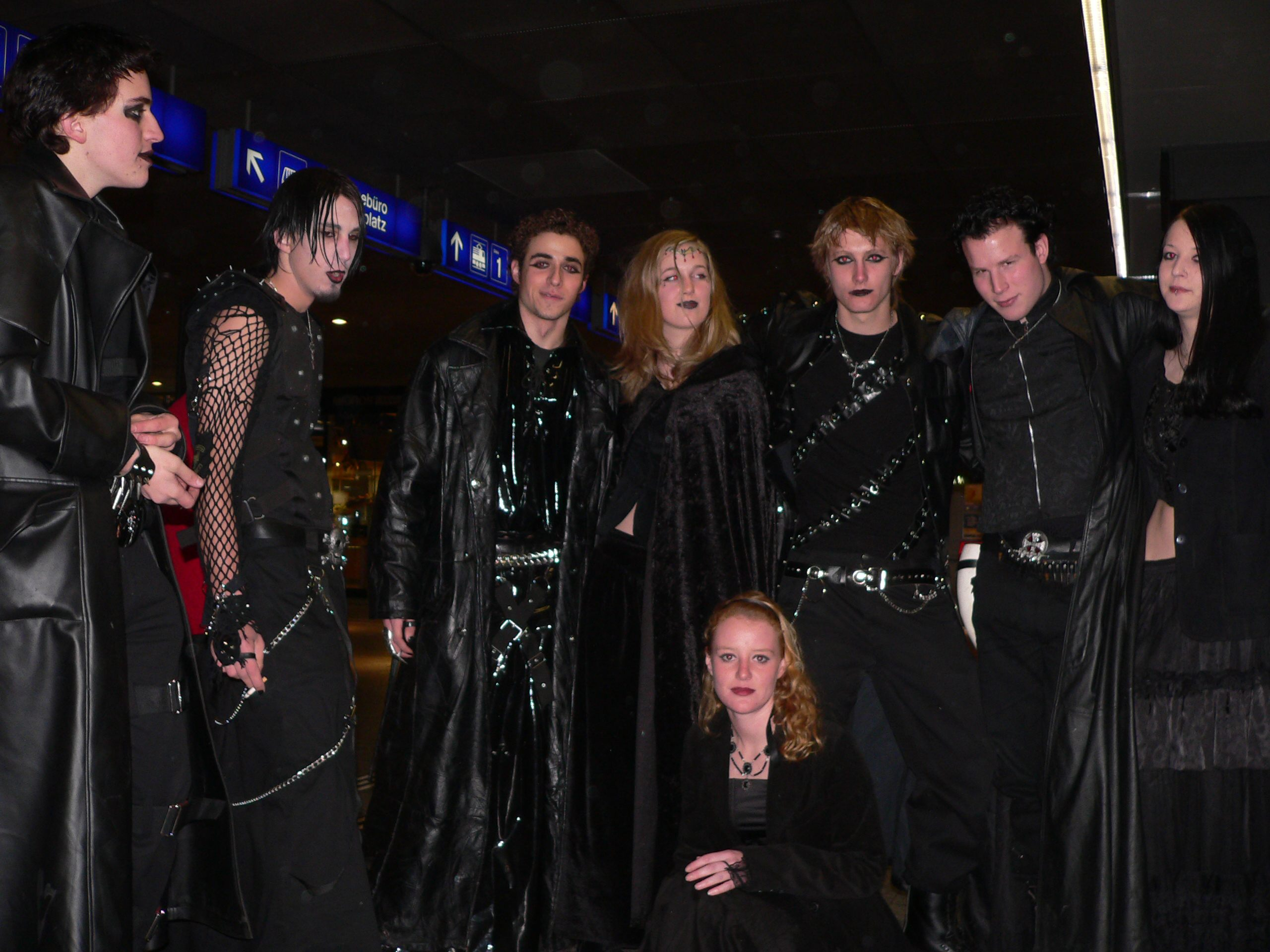
「はみ出し者」「ルーザー（敗者）」の典型に譬えられるゴス

ジョックという存在の対極として語られるのが「ナード」という存在である。
明瞭なる定義は存在せぬものの、一般には「スポーツを不得手とする種類の者」、特には「スポーツ以外の趣味に打ち込む者」のことで、しばしばジョックと二項対立をなす存在として、そのなかでジョックに虐げられる存在として語られる。背景には、スポーツ以外の「情熱的な趣味」を持つ者をあくまで変人と見做す風潮があり、加えて、その者が持つ趣味の「知識」の要求の度合いが大なればなるほど、その者が受ける他者からの「ナード」としての認識も強くなり、もって「ジョック」の対極に近づいてゆく。
例として、
- ギーク（コンピュータ系おたくなど）
- あらゆる文化系

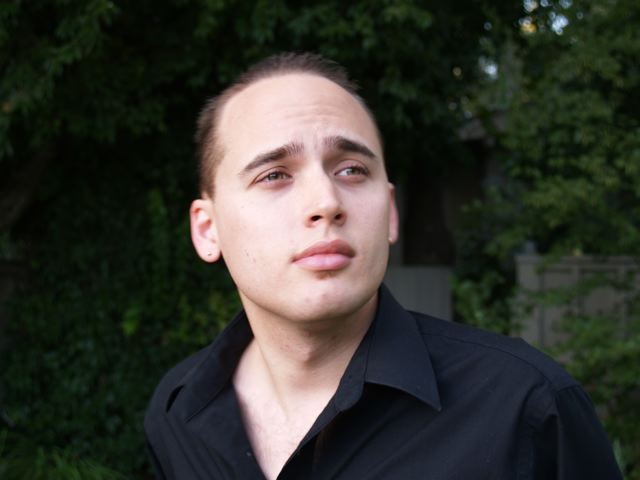
コンピュータ・ギークの星、ハッカー（エイドリアン・ラモ）

- 音楽系（パンク、メタル、EMOなどに代表される、ロック系統の特定の音楽に傾倒する者）
- バンド・ギーク（吹奏楽、マーチングバンドなどに携わる者）
- ゴス
- インテリ

などが挙げられる。「ナード」は、男の王道たるジョック、女の花道たるチアに対して、これら「メインストリーム」から外れた二流の者の至る道――平易には「敗者の受け皿」であるとしばしば捉えられる。
ジョック対ナードという対立の図式は、高校や大学などの学校社会のみならず、米国における社会や文化を語るうえで不可欠となってくる要素の一と考えられている。例えば、政治を語るときにリベラル（左派）の多くがナードを出自とするということは無視できず、大衆文化を語るときにほぼ全ての文化人がナードを出自とするということは無視できない、などである。特に映画監督などはナードの出自の物が多く、ナードが特殊能力を手に入れてヒーローになる、といったストーリーはアメリカの映画でよく見られる。その場合、ジョックは犠牲者、あるいは脅威に対する噛ませ犬として描かれることになる。
多くの同性愛者らも、ジョックに性的関心や憧れを抱くと同時に、ジョックらからいじめを受けたりや無視されたりすることがしばしばである。ゆえに合衆国の社会における性的マイノリティーの立場を彼らが初めて体感する相手でもある。

## 階層構造の図象

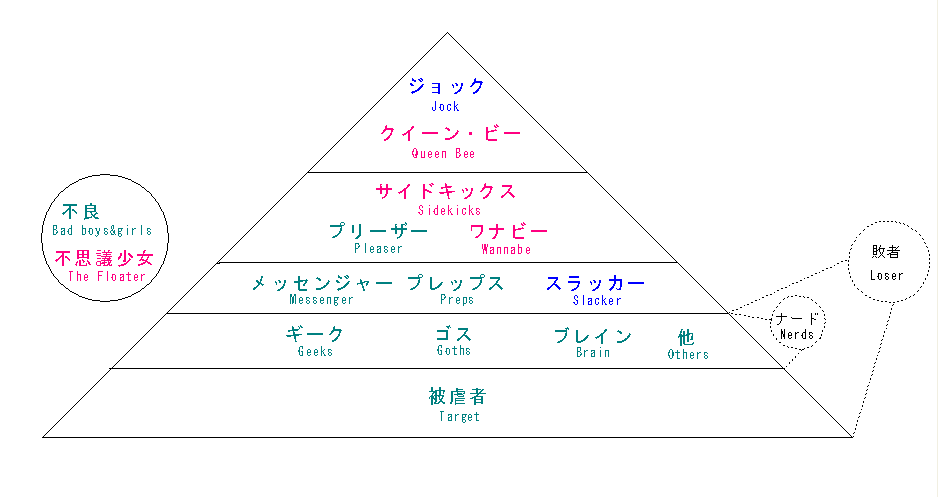
青；男子 桃；女子 緑；男女双方にあり得る。なお、形がピラミッド型であるのは便宜のためであるに過ぎず、必ずしも各層の厚みを意味してはいない。ポール・グレアムなどはこれについて、おおよそセイヨウナシのような形を持つのではないかと推測している。

アメリカ合衆国の学校社会において形作られるヒエラルキーの序列は概ね次のように捉えられる。
- ジョック (Jock)
- クイーン・ビー (Queen Bee)：直訳では「女王蜂」、意訳では「学園女王/プリンセス」。溢れるカリスマと美貌。多くの場合チアリーダーのレギュラーメンバーやキャプテン、まれに演劇部の主演女優級部員。総称「クイーンズ」(Queens)。[13]
- サイドキックス (Sidekicks)：クイーン・ビーの脇侍。1名のクイーン・ビーに対し、通常、2名からなる。
- プリーザー (Pleaser)：女子の場合はクイーン・ビーおよびサイドキックスの取り巻きで、取り巻きながらねだること (Please) もできる立場。男子の場合は、下の立場の者へのたかり (Please) を活発に行う、ジョックの子分。
- ワナビー (Wannabe)：クイーン・ビーおよびサイドキックスの取り巻きで、取り巻きながらも立場の上昇―サイドキックスになること―を夢見る (Wanna be) 立場。
- メッセンジャー (Messenger)：使い走り（パシリ）の者。
- プレップス (Preps)：文化系の上澄み、（男子の場合）ボンボン。プレッピー (Preppy) とも。大学進学を目的としたプレップ校（Prep school、私立高校）から。

以上がWinner（勝者）。以下はLoser（敗者）。
- スラッカー (Slacker)：抜け作、馬鹿。
- フリーク (Freak)：マニア、奇人。
- ギーク (Geek)：おたくなど。ナードに属する。
- ゴス (Goth)：ゴス。ナードに属する。
- ブレイン (Brain)：ガリ勉。ナードに属する。
- 被虐者 (Target)：いじめの標的。ただし必ずしもナードに属するとは限らない。
- 不良 (Bad boys & girls)：不良少年および不良少女、ギャングなど。階層外 (The Out of caste)。
- 不思議少女 (The Floater)：はぐれっ子。典型は常に図書館にいる者など。階層外。

こうした階層構造の様相と、その各々の構成者達の類型については、アメリカ合衆国の社会において一般性の高いステレオタイプであることから、大衆文化の枠内においては、学園を舞台とする物語作品などでの常道にあたる題材・素材となっている。

## 大衆文化
米国の映画やテレビドラマなどでは、青春をテーマにしたものを除けば、必ずといってよいほど悪者として登場し、ことにホラー映画などではしばしば殺害（自殺含む）の対象となる。その背景には、テレビディレクターや映画監督といった職業の多くがナード出身者で占められているという事情、また、比率からして受け手の多くが非ジョックスであるということを念頭に置いた、マーケティングの点での事情があるものと見られる。
題材とする娯楽作品は枚挙に暇がないものの、近年のものでは、『ミーン・ガールズ』、『ゴシップガール』、『glee』『パパにはヒ・ミ・ツ』、『ナーズの復讐』、『ハイスクール・ミュージカル』、『バフィー 〜恋する十字架〜』、『ワイルドスピードX3 TOKYO DRIFT』、『RWBY』などといった映像作品群がその典型として名高く、ジョックとあわせてナードという表現も劇中に登場する。
対する「ナード」に焦点を当てた近年のものとしては、コメディミュージシャンのアル・ヤンコビックが発表した「White & Nerdy」という楽曲がポピュラー音楽の舞台に名高い。その映像を主因として好評を博すに至ったこの作品は、「ナード」の最たる典型像としての「ダサくひ弱な白人ギーク」たちが、それとおおよそ遠く懸け離れた存在（→ねじれの位置）としてのギャングスタラッパーたちと共演するもので、そのシングル盤はこれを収めたアルバムとともに、その発売からたちまちビルボードHOT 100に代表される数多の音楽チャートを席巻することとなった。
女の子にモテず、チビで容姿も悪く運動もダメなひ弱なギークを主人公として、彼がある局面で英雄的勇気を示すことで認められ、憧れの女の子の心をつかむサクセスストーリーも人気が高い。例として、『ウォー・ゲーム』、『ダイ・ハード4.0』、『スパイダーマン』、『バック・トゥ・ザ・フューチャー』、『トランスフォーマー』などが挙げられる。

## 事件
| 「 | Everyone with a white cap or baseball cap, stand up ! All the jocks stand up ! 白帽子か野球帽の奴、全員立て！ ジョック共は全部だ！ | 」 |
| —エリック・ハリス (Eric Harris) & ディラン・クレボルド (Dylan Klebold) 1999年4月20日、コロンバイン高校銃乱射事件の現場にて | |    |

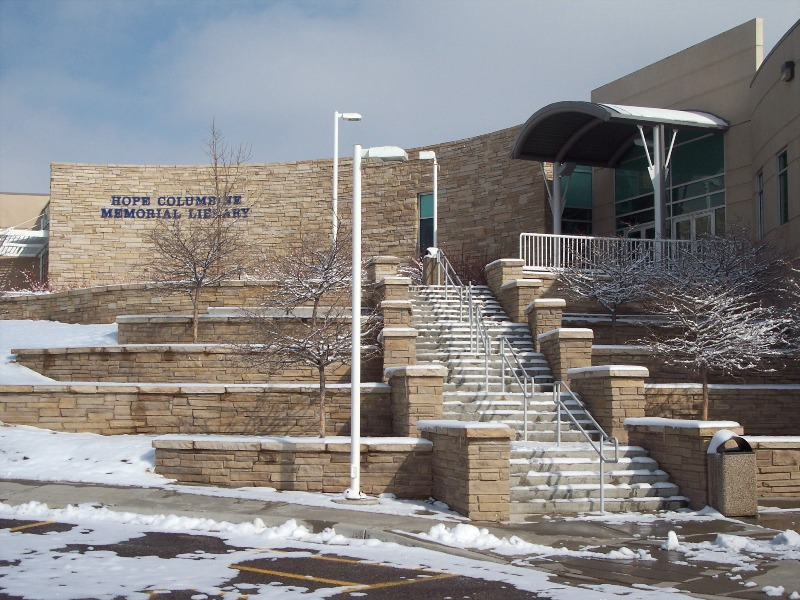
コロンバイン記念図書館「希望」

その数24名の重軽傷者、そして13名の死者を出すという、米国史上最悪級の学校事件となったコロンバイン高校における銃の乱射事件は、ジョックの横暴に抗うとの旨の「トレンチコート・マフィア」という自警団を結成した、エリック・ハリスとディラン・クレボルドという2人の少年によって引き起こされた。
惨劇の舞台となったコロラド州のほぼ中央に位置するコロンバイン高校は、スポーツ強豪高校として体育会系を尊ぶ気風が伝統的に色濃く、ジョックでない生徒はあくまで端役であり、教師もジョックに該当する生徒を最高の生徒像を体現する存在として優遇するような校風であった。
そのような環境の中で、虐げられるナードであったハリスとクレボルドは、怨恨の念を暴力という手段で爆発させ、銃を乱射し、多数の生徒を殺害して自殺した。
20世紀末の米国社会を震撼させたこの事件は、銃社会の孕む問題点はもとより、ジョックを頂点とする学校文化、階層構造を帯びた学校社会が孕む深刻な問題を浮き彫りにした事件であると、そして同国のあらゆる学校で発生し得る事件であると、しばしば語られた。